# 達拉斯足球俱樂部
達拉斯足球俱乐部是美國職業足球大聯盟球隊。1996年至2004年期間，名為達拉斯燃燒（Dallas Burn）。 。球隊位於美國德克薩斯州弗里斯科。主場是丰田体育场。以前曾於1996年-2002年及2004年-2005年使用棉花碗球場，2003年使用Dragon Stadium。

## 榮譽
- 美國足球大聯盟支持者盾杯
  - 亞軍：2006年
- 美國公開杯
  - 冠軍：1997年
  - 亞軍：2005年、2007年

## 主教練
- Dave Dir（1996年－2000年）
- Mike Jeffries（2001年－2003年）
- Colin Clarke（2003年－2006年）
- Steve Morrow（2006年－2008年）
- Marco Ferruzzi（2008年）代理
- Schellas Hyndman（2008年至2013年今）
- Óscar Pareja（2014年至今）

## 歷年戰績
| 年份   | 常規賽   | 季後賽   | 公開杯   | CONCACAF 冠軍杯 | 北美超級聯賽 |
| ------ | -------- | -------- | -------- | --------------- | ------------ |
| 1996年 | 西岸第二 | 半準決賽 | 準決賽   | 未晉身          | 2007年開始   |
| 1997年 | 西岸第三 | 準決賽   | 冠軍     | 未晉身          | 2007年開始   |
| 1998年 | 西岸第四 | 半準決賽 | 準決賽   | 未晉身          | 2007年開始   |
| 1999年 | 西岸第二 | 準決賽   | 半準決賽 | 未晉身          | 2007年開始   |
| 2000年 | 中區第三 | 半準決賽 | 半準決賽 | 未晉身          | 2007年開始   |
| 2001年 | 中區第三 | 半準決賽 | 32強     | 沒舉辦          | 2007年開始   |
| 2002年 | 西岸第三 | 半準決賽 | 半準決賽 | 未晉身          | 2007年開始   |
| 2003年 | 西岸第五 | 未晉身   | 16強     | 未晉身          | 2007年開始   |
| 2004年 | 西岸第五 | 未晉身   | 半準決賽 | 未晉身          | 2007年開始   |
| 2005年 | 西岸第二 | 半準決賽 | 決賽     | 未晉身          | 2007年開始   |
| 2006年 | 西岸第一 | 半準決賽 | 半準決賽 | 未晉身          | 2007年開始   |
| 2007年 | 西岸第三 | 半準決賽 | 決賽     | 未晉身          | 分組賽       |
| 2008年 | 西岸第三 | 未能晉身 | 半準決賽 | 未能晉身        | 未能晉身     |
| 2009年 | 西岸第七 | 未能晉身 | 未能晉身 | 未能晉身        | 未能晉身     |
| 2010年 | 西岸第三 | 決賽     | 未能晉身 | 未能晉身        | 未能晉身     |

## 外部連結
- 官方網站